# Marijo Marić
Marijo Marić (Heilbronn, Njemačka, 12. siječnja 1977.), bivši je hrvatski nogometni reprezentativac.

## Životopis

### Klupska karijera
Marijo Marić rođen je u Heilbronnu, u Njemačkoj, u emigrantskoj obitelji bosanskohercegovačkih Hrvata, oca Slavka iz Mostara, i majke Dragice iz Širokog Brijega. 
Igračku karijeru započeo je u mlađim uzrastima Heilbronna. Prvi profesionalni ugovor potpisao je 1995. godine za momčad TSF Ditzingen gdje igra do 1996. godine. Potom je u sezonama 1996./97. u drugoj momčadi Stuttgarta, 1997./98. u SV Waldhofu u Mannheimu, 1998./99. u SSV Reutlingenu gdje je najbolji strijelac regionalne lige, nakon čega od 1999. do 2001. g. igra u VfL Bochumu. U ljeto 2001. godine odlazi tri godine u momčad Kartena iz austrijskog Klagenfurta, gdje je bio i kapetan momčadi i najbolji stijelac austrijske Bundeslige. Od 2004. godine igrač je Arminija Bielefelda. Sljedeće 2005. godine igra za SV Eintracht Trier i SpVgg Unterhaching. Nakon toga od 2006. do 2008. godine nogometaš je AFR Aalena. U 2009. godini igra za KSG Gerlingen i TSV Wallendorf. 

### Reprezentativna karijera
Za hrvatsku reprezentaciju odigrao je od 2002. do 2004. godine 8 utakmica i postigao 1 pogodak. Sve utakmice odigrao je kao nogometaš FC Kärntena iz austrijskog Klagenfurta. Debitirao je 21. kolovoza 2002. godine u Varaždinu u prijateljskoj utakmici protiv Walesa (1:1). Od dresa reprezentacije oprostio se 29. svibnja 2004. godine u Rijeci u prijateljskoj utakmici protiv Slovačke (1:0). 
U hrvatsku je reprezentaciju došao na poziv izbornika Otta Barića, unatoč velikim naporima koje je činio tadašnji izbornik reprezentacije Bosne i Hercegovine Blaž Slišković da Marijo zaigra za njihovu izabranu vrstu.
Marić je odigrao u Puli, 30. siječnja 2001. godine jednu utakmicu za hrvatsku "B" reprezentaciju, protiv Rumunjske (2:2). 

## Zanimljivosti
Marijov stariji brat Tomislav također je bivši hrvatski nogometni reprezentativac od 2002. do 2003. godine. Dva puta je Marijo ušao u igru umjesto Tomislava, a jednom su zajedno bili na terenu u Temišvaru, kada je Hrvatska Tomislavovim pogotkom pobijedila Rumunjsku 1:0.

## Vanjske poveznice
- Profil, Hrvatski nogometni savez